# Capucine Viglione
Capucine Viglione est une grimpeuse française, née le 9 décembre 2002.
Elle est membre de l'équipe de France d'escalade de vitesse depuis 2016.

## Biographie
Grimpeuse dans sa ville d'origine, Marseille, elle découvre l'escalade de vitesse en 2015 lorsqu'elle déménage en région parisienne et rejoint le club de Massy. Elle rejoint le groupe de compétition en vitesse de son club quelques mois après son entrée. Par la suite, la même année, elle se classe 3e au championnat de France de vitesse dans la catégorie Minimes, intégrant alors l'équipe de France.
Pendant l'année 2021, elle devient championne d'Europe jeunes d'escalade de vitesse. Elle se classe 3ème lors du championnat du monde jeunes de la même année.
Le 19 mars 2022, elle se classe 3ème aux championnats de France 2022 à Massy. Elle devient championne de France lors de l'édition suivante le 18 mars 2023 à Besançon.
Le 15 septembre 2023, Capucine Viglione établi un nouveau record de France à 6,71s, lors du tournoi de qualification olympique d'escalade de Vitesse.
Capucine Viglione étudie à Grenoble école de management en parallèle de ses entraînements.

## Palmarès
- Catégorie minimes
  - Médaille de bronze en championnat de France 2016 à Voiron[5].
  - Championne de France 2017 à Saint-Étienne[6].
  - Médaille d'argent en coupe d'Europe 2017 à Tarnów[7].
- Catégorie cadettes
  - Championne de France 2018 à Niort[8].
  - Médaille d'argent en coupe d'Europe 2018 à Bologne[9].
  - Médaille de bronze en coupe d'Europe 2018 à Voiron[10].
  - Championne de France 2019 à Massy[11].
  - Vice-championne aux 2019 à Voronezh[12].
  - Médaille de bronze en coupe d'Europe 2019 à Imst[13].
  - Médaille d'or en coupe d'Europe 2019 à Mezzolombardo[14].
- Catégorie U20
  - Championne d'Europe 2021 à Perm[15],[16].
  - Médaille de bronze au championnats du Monde 2021 à Voronezh[17].
- Catégorie séniors
  - Médaille d'or en coupe d'Europe 2022 à Laval[18]
  - Médaille de bronze au championnats de France 2022 à Massy[19].
  - Championne de France 2023[20]
  - Championne de France 2024 à Anse (Rhône)[21]

## Records
- 2 septembre 2023 : record de France (6,93s)[22] en coupe d'Europe à Bologne
- 15 septembre 2023 : record de France (6,71s)[4] au tournoi de qualification olympique de Rome
- 17 mai 2024 : record de France (6,68s)[22] aux Olympic Qualifier Series de Shanghai